# بطولة الإنكا
بطولة الإنكا (بالإسبانية: Torneo del Inca)‏ ، هي بطولة رسمية لكرة القدم في بيرو ، أسسها الاتحاد البيرو لكرة القدم سنة 2011م، ويشارك فيه 32 فريقاً.

## وصلات خارجية
- Soccerway.com
- Peruvian Football League News (بالإسبانية)